# Sedlice (okres Pelhřimov)
Obec Sedlice (německy Sedlitz) se nachází 8 km jihozápadně od Humpolce v okrese Pelhřimov v Kraji Vysočina. Žije zde 144 obyvatel.

## Historie
První písemná zmínka o obci pochází z roku 1226.

## Pamětihodnosti
- Kaple na návsi
- Pamětní kámen směrem na Humpolec
- Pamětní kámen směrem na Želiv
- Šamanova valcha
- Vodní nádrž Sedlice

## Zajímavosti
V obci se natáčela část filmu Údolí krásných žab.